# Kambja socken
Kambja socken (estniska: Kambja kihelkond, tyska: Kirchspiel Kamby) var en socken i Dorpats krets i Guvernementet Livland. Socknens kyrkby var Kambja (tyska: Kamby).